# Santiago González Bonorino
Pas d'image ? Cliquez ici

a Compétitions nationales et continentales officielles uniquement.

b Matchs officiels uniquement.
Dernière mise à jour le 6 septembre 2018.
Santiago Gonzalez Bonorino, né le 5 mai 1975 à Buenos Aires (Argentine), est un joueur de rugby argentin, évoluant au poste de pilier pour l'équipe d'Argentine (1,90 m et 116 kg).

## Carrière

### En équipe nationale
Il a connu 15 sélections internationales en équipe d'Argentine entre 2001 et 2008. Il a eu sa première cape le 19 mai 2001 contre l'équipe d'Uruguay.

## Palmarès

### En équipe nationale
- 15 sélections avec l'équipe d'Argentine
- Sélections par année : 3 en 2001, 2 en 2002, 2 en 2003, 6 en 2007, 2 en 2008
- En coupe du monde :
- 2007 : 3e, 2 sélections (France, Géorgie)